# Richard Thompson (Comiczeichner)
Richard Thompson (* 8. Oktober 1957; † 27. Juli 2016 im nördlichen Virginia) war ein US-amerikanischer Comiczeichner.
Thompson begann als Grafiker für diverse Druckmedien. 1997 begann er mit dem wöchentlichen Comicstrip Richard’s Poor Almanac für die Zeitung The Washington Post, und 2004 begann er mit dem täglichen Comic Cul de Sac um das vierjährige Kindergartenkind Alice. Die Serie wurde ein Erfolg und 70 weitere US-Zeitungen druckten die Strips. 2010 erhielt Thompson den Reuben Award. Im September 2012 beendete er die Serie Cul de Sac aus gesundheitlichen Gründen; er litt schon seit 2008 unter den Folgen der Parkinson-Krankheit, denen er im Juli 2016 im Alter von 58 Jahren erlag.